# روم‌تلکام
روم‌تلکام (به انگلیسی: Romtelecom) شرکت مخابراتی رومانیایی است، که در زمینه ارائه خدمات خطوط تلفن ثابت، شبکه تلفن همراه، اینترنت و پهنای باند فعالیت می‌کند.
شرکت روم‌تلکام در سال ۱۹۸۹ راه‌اندازی شد و در حال حاضر بزرگترین اپراتور خدمات تلفن همراه و ثابت در کشور می‌باشد.
دفتر مرکزی این شرکت در شهر بخارست، رومانی قرار دارد و اکثریت سهام آن متعلق به شرکت یونانی اوتی‌ای است.